# 高野京子
高野 京子（たかの きょうこ、1977年9月24日 - ）は、日本の元タレント、元レースクイーンである。引退後は芸能事務所・株式会社アイズのディレクターとなった。

## 人物

### 経歴
東京生まれ。
19歳の時、スカウトされてレースクイーンデビューした。『WED'S Sports』（1997年）、『ホンダ Gathers』（1998年）、『エンドレス』（1999年）、『Sports Today』（2000年）と、多くの自動車競技チームでのレースクイーンを歴任、トップレースクィーンとなった。さらに、テレビ、グラビア、音楽などへも活動の範囲を広げた。
芸能活動から引退後は、女性モデルやコンパニオンを扱う芸能事務所アイズのディレクターに就任、それまでの経験を活かした活動を行っている。

## 出演
写真集
- 『キョウコ・クライシス』 （心交社）
- 『ENDLESS LADY mix pie π』（扶桑社）

映像
- 『ENDLESS Sexy Lady Of ゆいまある』（オデッセウス出版、1999年）
- 『HOT SPICE』 （心交社、2001年9月）
- 『グルービー （Groovy）』 （カズー・プランニング、2007年1月）
- 『RQ妄想シアター コスプレドリーム 1』（日本メディアサプライ、2004年2月）